# Tetragoneura fusca
Tetragoneura fusca är en tvåvingeart som beskrevs av Tonnoir 1927. Tetragoneura fusca ingår i släktet Tetragoneura och familjen svampmyggor. Inga underarter finns listade i Catalogue of Life.